# Zaraza w Wielkopolsce (1599)
Zaraza w Wielkopolsce – epidemia nieznanej choroby (tzw. morowe powietrze), która miała miejsce w Wielkopolsce w 1599. 
Epidemia została zawleczona z Wrocławia i rozprzestrzeniła się bardzo szybko na cały teren Wielkopolski - praktycznie na wszystkie większe miasta. Panika wybuchła m.in. w Poznaniu, który został opuszczony przez większość ludności, także biedotę - mieszkańcy chowali się w lasach i wsiach, co sprzyjało dalszemu rozwlekaniu choroby. Uciekły także władze miejskie (m.in. Piotr Kołaczek i Maciej Choryński) - władzę przekazano niższym urzędnikom: Sebastianowi Janeczkowi i Stefanowi Winklerowi. W Poznaniu zmarła wówczas (w przeciągu kilku miesięcy) ⅓ ludności - około 5000 osób.